# Lăzjnitsa
Lăzjnitsa (bulgariska: Лъжница) är ett distrikt i Bulgarien.   Det ligger i kommunen Obsjtina Gotse Deltjev och regionen Blagoevgrad, i den sydvästra delen av landet, 120 km söder om huvudstaden Sofia.